# Communauté de communes du Sud Cambrésis
La communauté de communes du Sud Cambrésis était une communauté de communes française, située dans le département du Nord et la région Nord-Pas-de-Calais, arrondissement de Cambrai. Elle a été dissoute en 2007.

## Composition
- La communauté du Sud Cambrésis regroupait six communes.

| Code INSEE | Commune               | Maire                 | Population | Superficie | Densité      | Délégués |
| ---------- | --------------------- | --------------------- | ---------- | ---------- | ------------ | -------- |
| 59059      | Beaumont-en-Cambrésis | Fabrice Baccout       | 422 hab.   | 331 ha     | 127 hab./km² | nc       |
| 59311      | Honnechy              | Géry Ioos             | 496 hab.   | 653 ha     | 75 hab./km²  | nc       |
| 59321      | Inchy                 | Jean-Louis Caudrelier | 785 hab.   | 390 ha     | 201 hab./km² | nc       |
| 59412      | Montay                | Jean-Marie Claisse    | 339 hab.   | 551 ha     | 61 hab./km²  | nc       |
| 59498      | Reumont               | Paul Lencel           | 317 hab.   | 277 ha     | 114 hab./km² | nc       |
| 59604      | Troisvilles           | Gérard Cagnon         | 782 hab.   | 842 ha     | 92 hab./km²  | nc       |
| Totaux     | 6 communes            | 6 communes            | 3 141 hab. | 3 044 ha   | 103 hab./km² | 25       |

## Régime fiscal
Taxe professionnelle unique

## Compétences
Le développement économique, l'aménagement de l’espace communautaire, l'aménagement de voirie d’intérêt communautaire, la politique du logement social, l'élimination et valorisation des déchets, les équipements sportifs et culturels, l'environnement, l'aide à l’équipement des bâtiments communaux.

## Historique
Communauté est dissoute en août 2007.
Conséquence de la dissolution :
- les communes de Beaumont-en-Cambrésis et Inchy rejoignent la communauté de communes du Caudrésis ;
- les communes de Honnechy, Montay, Reumont et Troisvilles rejoignent la communauté de communes du Pays de Matisse.